# Olympische Sommerspiele 1972/Teilnehmer (Rumänien)
| Gelbes Symbol für Goldmedaillen mit stilisierten Olympischen Ringen | Graues Symbol für Silbermedaillen mit stilisierten Olympischen Ringen | Braundes Symbol für Bronzemedaillen mit stilisierten Olympischen Ringen |
| ------------------------------------------------------------------- | --------------------------------------------------------------------- | ----------------------------------------------------------------------- |
| 3                                                                   | 6                                                                     | 7                                                                       |

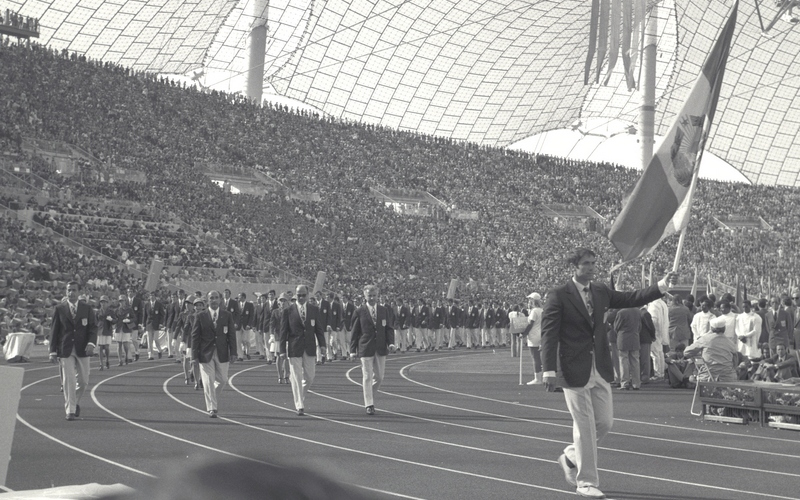
Einzug der rumänischen Mannschaft ins Münchner Olympiastadion

Rumänien nahm an den Olympischen Sommerspielen 1972 in München mit einer Delegation von 159 Athleten teil. Fahnenträger bei der Eröffnungsfeier war zum dritten Mal in Folge der Kanute Aurel Vernescu. Der erfolgreichste Sportler war der Kanute Ivan Patzaichin, der eine Gold- und eine Silbermedaille gewann.

## Teilnehmer nach Sportarten

### Boxen
- Ion Alexe, Silber
- Marian Culineac
- Calistrat Cuțov
- Constantin Gruiescu
- Ion Györffi
- Marian Lazăr
- Alec Năstac
- Gabriel Pometcu
- Alexandru Turei
- Antoniu Vasile
- Victor Zilberman

### Fechten
- Ana Pascu, Bronze
- Ileana Gyulai, Bronze
- Olga Szabó-Orbán, Bronze
- Ecaterina Stahl, Bronze
- Costică Bărăgan
- Iosif Budahazi
- Gheorghe Culcea
- Constantin Duțu
- Iuliu Falb
- Ștefan Haukler
- Nicolae Iorgu
- Dan Irimiciuc
- Alexandru Istrate
- Tănase Mureșanu
- Constantin Nicolae
- Anton Pongratz
- Aurel Ștefan
- Mihai Țiu
- Octavian Vintilă

### Gewichtheben
- Ion Hortopan
- Victor Rusu

### Handball
- Ștefan Birtalan, Bronze
- Adrian Cosma, Bronze
- Alexandru Dincă, Bronze
- Cristian Gațu, Bronze
- Gheorghe Gruia, Bronze
- Roland Gunesch, Bronze
- Gabriel Kicsid, Bronze
- Ghiță Licu, Bronze
- Marin Dan, Bronze
- Cornel Penu, Bronze
- Valentin Samungi, Bronze
- Simon Schobel, Bronze
- Werner Stöckl, Bronze
- Constantin Tudosie, Bronze
- Radu Voina, Bronze

### Kanu
- Ivan Patzaichin, Gold , Silber
- Serghei Covaliov, Silber
- Atanasie Sciotnic, Silber
- Roman Vartolomeu, Silber
- Aurel Vernescu, Silber
- Mihai Zafiu, Silber
- Viorica Dumitru, Bronze
- Maria Nichiforov, Bronze
- Costel Coșniță
- Ion Dragulschi
- Vasile Simioncenco

### Leichtathletik
- Valeria Bufanu, Silber
- Argentina Menis, Silber
- Marion Becker
- Gheorghe Cefan
- Valentina Cioltan
- Carol Corbu
- Radu Gavrilaș
- Gheorghe Ghipu
- Șerban Ioan
- Carmen Ionescu
- Petre Lupan
- Lia Manoliu
- Cornelia Popescu
- Ileana Silai
- Elena Vintilă
- Viorica Viscopoleanu
- Roxana Vulescu
- Eva Zörgő

### Moderner Fünfkampf
- Marian Cosmescu
- Adalbert Covaci
- Dumitru Spîrlea

### Radsport
- Teodor Vasile

### Ringen
- Gheorghe Berceanu, Gold
- Nicolae Martinescu, Gold
- Victor Dolipschi, Bronze
- Vasile Iorga, Bronze
- Ludovic Ambruș
- Ion Arapu
- Ion Baciu
- Petre Ciarnău
- Petre Coman
- Nicolae Dumitru
- Ion Gabor
- Ion Marton
- Nicolae Neguț
- Enache Panait
- Ion Păun
- Petre Poalelungi
- Simion Popescu
- Ștefan Stîngu
- Gheorghe Stoiciu
- Marcel Vlad

### Rudern
- Petre Ceapura, Bronze
- Ladislau Lovrenschi, Bronze
- Ștefan Tudor
- Adalbert Agh
- Dumitru Grumezescu
- Mihai Naumencu
- Ilie Oanță
- Francisc Papp
- Emeric Tușa

### Schießen
- Dan Iuga, Silber
- Nicolae Rotaru, Bronze
- Ilie Codreanu
- Lucian Cojocaru
- Ion Dumitrescu
- Gheorghe Florescu
- Gleb Pintilie
- Petre Șandor
- Eugen Satală
- Ion Tripșa

### Schwimmen
- Eugen Almer
- Anca Groza
- Marian Slavic

### Turnen
- Elena Ceampelea
- Mircea Gheorghiu
- Alina Goreac
- Dan Grecu
- Anca Grigoraș
- Paula Ioan
- Petre Mihăiuc
- Nicolae Oprescu
- Gheorghe Păunescu
- Marcela Păunescu
- Constantin Petrescu
- Elisabeta Turcu

### Volleyball
- Viorel Bălaș
- Gyula Bartha
- Laurențiu Dumănoiu
- Romeo Enescu
- Cristian Ion
- Stelian Moculescu
- Cornel Oros
- William Schreiber
- Marian Stamate
- Mircea Tutovan-Codoi
- Gabriel Udișteanu

### Wasserball
- Iosif Culineac
- Cornel Frățilă
- Șerban Huber
- Radu Lazăr
- Bogdan Mihăilescu
- Gruia Novac
- Dinu Popescu
- Viorel Rus
- Claudiu Rusu
- Cornel Rusu
- Gheorghe Zamfirescu

### Wasserspringen
- Melania Decuseară
- Ion Ganea
- Sorana Prelipceanu